# Commissie-Enschedé
De Commissie-Enschedé was een Nederlandse regeringscommissie die de onlusten in Amsterdam, de zogenaamde Telegraafrellen uit 1966 onderzocht. Zij stond onder leiding van strafrechtjurist Christiaan Justus Enschedé en sprak een vernietigend oordeel uit over de daden van de Amsterdamse overheden.
Het rapport heette officieel Eerste interim-rapport van de commissie van onderzoek Amsterdam (Staatsuitgeverij 's-Gravenhage 1967) en Tweede interim-rapport van de commissie van onderzoek Amsterdam (Staatsuitgeverij 's-Gravenhage 1967).
Op 27 december 1966 rapporteerde de commissie Enschedé voor de eerste maal over "de bevindingen omtrent de ordeverstoringen die op 13 en 14 juni te Amsterdam zijn voorgevallen". Deze onderzoekscommissie was ingesteld door de ministers van Justitie en Binnenlandse Zaken met betrekking tot de handhaving van de openbare orde in de hoofdstad. De kritiek richtte zich vooral op de  bestuurlijke driehoek: burgemeester, politie en justitie. De commissie stelt vast dat de verhouding tussen burgemeester en de politieleiding slecht , mede door een communicatiestoring. Er was uitdrukkelijke kritiek op het gebrek aan centrale coördinatie door de burgemeester, Gijs van Hall.
In het politiekorps weerklonk de klacht over gebrek aan eenheid bij het optreden tegen ordeverstoring. Hoofdcommissaris Hendrik Jan van der Molen werd vanwege het rapport uit zijn functie ontheven. Ongeveer een jaar later trad burgemeester Gijs van Hall onder druk van de politiek af.
In 1966 had Amsterdam te maken met optredens van provo bij Het Lieverdje, en in maart met het huwelijk tussen Beatrix en Claus, waarbij een rookbom in de trouwstoet werd gegooid, wat grote opschudding veroorzaakte.